# 온천유정 하코네짱
《온천유정 하코네짱》(일본어: 温泉幼精ハコネちゃん 온센요세이하코네찬[*])은 유이 다이스케가 그린 일본의 웹 만화 작품이다. "COMIC 메테오"에서 2012년 12월 12일부터 2014년 4월 9일까지 배포되었다. 단행본은 전 2권이다.
2015년 7월에 TV 애니메이션화가 발표되어, 5분정도의 단편 애니메이션으로 2015년 10월부터 12월까지 방영되었다.

## 서적정보
- 유이 다이스케 『온천유정 하코네짱』 발행: 플렉스 코믹스 발매: 홀프 출판 〈메테오 COMICS〉, 전 2권
  1. 2013년 11월 12일 발매 ISBN 978-4-593-85760-9
  2. 2014년 4월 12일 발매 ISBN 978-4-593-85774-6

## TV 애니메이션
5분 정도의 단편 애니메이션으로, 2015년 10월부터 12월까지 애니맥스, TV 사이타마 외에서 방영되었다.

### 주제가
오프닝 테마 「하코네 규수」
작사 - 나카무라 카나타 / 작곡 - 슌류 / 歌 - petit milady

### WEB 라디오
《음천유정 하코네짱 라디오♪》(音泉幼精ハコネちゃんラジオ♪)는 2015년 10월 5일부터 음천(音泉)에서 방송되는 web 라디오 방송이다.